# Federico Prieto

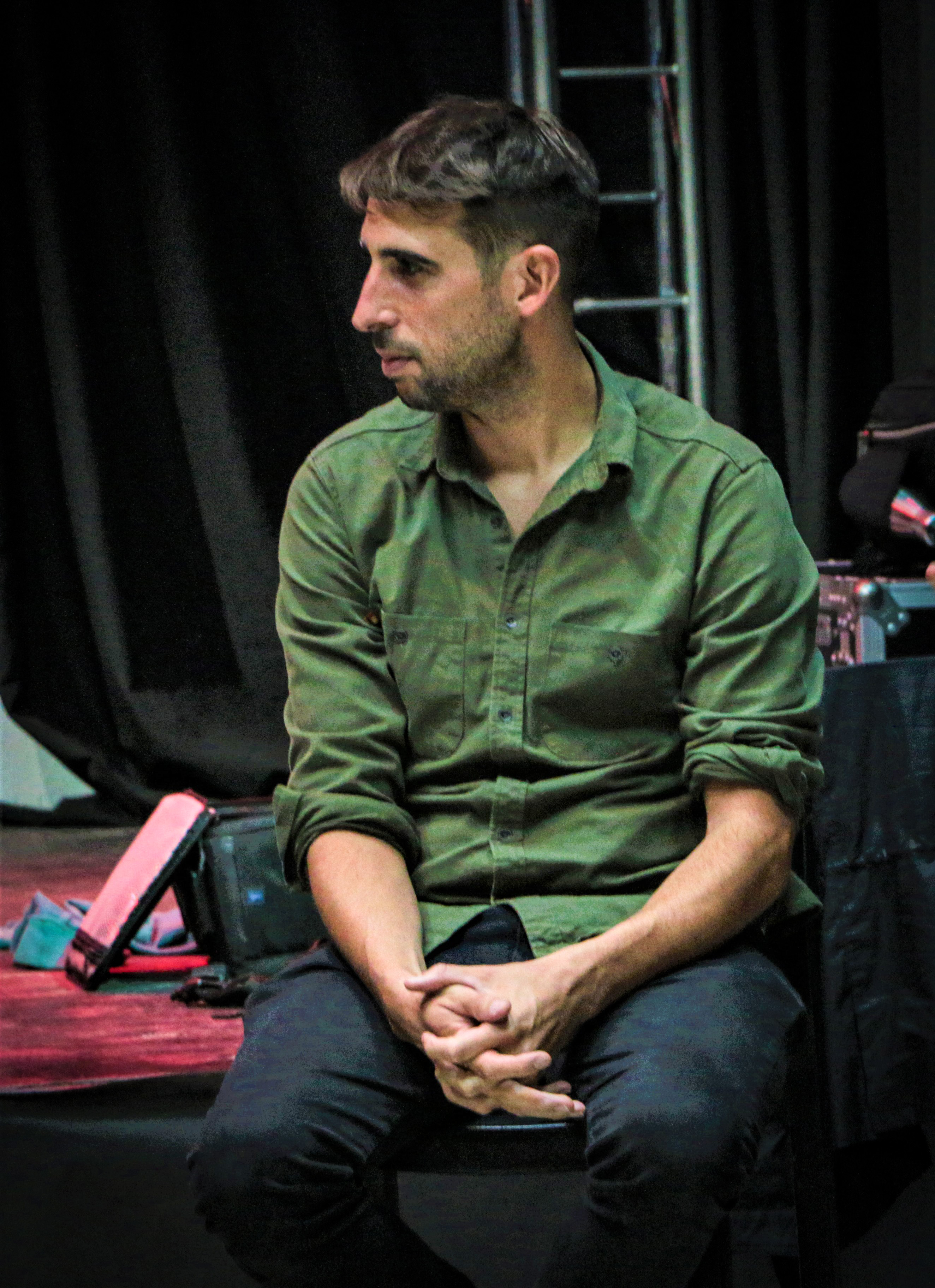
Federico Prieto

Federico Prieto (Concordia, 2 de septiembre de 1986, Argentina) es un gestor cultural argentino, egresado de la Universidad Nacional de Entre Ríos (UNER). Desde el 28 de abril de 2022 hasta el 10 de diciembre de 2023 fue el de Secretario de Gestión Cultural de la Nación, dependiente del Ministerio de Cultura.
Al momento de asumir se desempeñaba como director general de Formación, Diversidad Cultural y Políticas Culturales de la Secretaría de Cultura del Gobierno de la Provincia de Entre Ríos, desde donde impulsó la sanción de las leyes de “Creación del Consejo Provincial de Cultura” (Ley 10.928); de “Fomento Audiovisual” (Ley 10.937), de ”Artesanías” (Ley 10.659), de “Colectividades” (Ley 10.789) y de la “Afroentrerrianidad y la Cultura Afrolitoraleña” (Ley 10.884).

## Reseña biográfica
Egresado de la Tecnicatura en Gestión Cultural de la UNER y fotógrafo formado en el Profesorado de Fotografía de la Escuela Quinquela Martín (CABA). Como tal fue Coordinador del Área de Fotografía de la Representación del Gobierno de Entre Ríos en Capital Federal.
Desde el año 2011 ocupó diversos cargos en la gestión pública de su provincia y a partir de 2015 su trabajo está dedicado exclusivamente en el área cultural. Fue Coordinador de Políticas Culturales en la Secretaría de la Juventud de la Provincia de Entre Ríos y Asesor de Cultura de la Cámara de Diputados de la Provincia de Entre Ríos y de la Cámara de Diputados de la Nación. Desde el año 2017 pasó a conducir la Dirección General de Formación, Diversidad Cultural y Políticas Culturales en su provincia. 
Su campo de estudio es la cultura comunitaria y, dentro del programa de cultura comunitaria Ibercultura Viva, realizó el trabajo  “Procesos culturales de Fiestas Populares y Carnaval”. En el marco de este programa de cooperación técnica y financiera entre gobiernos de Iberoamérica fue  integrante de la red de gobiernos locales y ciudades.
Desde la gestión a su cargo, entre los años 2020 y 2021, se impulsaron un conjunto de leyes provinciales:
- Consejo Provincial de Cultura (ley 10928);
- Fomento audiovisual (ley 10937);
- Artesanías (ley 10659);
- Colectividades (ley 10789);
- Afroentrerrianidad y la Cultura afrolitoraleña (ley 10884).
Con la creación del Consejo Provincial de Cultura, fue designado como coordinador del organismo.
También promovió la primera residencia pública de artistas contemporáneos entrerrianos y produjo la edición 2021 del Festival Internacional de Cine de Entre Ríos y del Encuentro Provincial de Teatro. Es docente en la Diplomatura en Gestión Cultural dictada por la Universidad Nacional de Córdoba. Conduce desde 2019 programa radial “El tiempo está después”, dedicado a la gestión cultural con perspectiva de género, que se emite por la Radio Comunitaria Barriletes.